# Marlisa Wahlbrink
Marlisa Wahlbrink, född den 10 april 1973 i Constantina, Brasilien, är en brasiliansk fotbollsspelare. Vid fotbollsturneringen under OS 2004 i Aten deltog han i det brasilianska lag som tog silver. 